# Segeža (fiume)
Il Segeža (in russo Сегежа?) è un fiume della Russia europea settentrionale, tributario del Vygozero. Scorre nel Segežskij rajon della Repubblica di Carelia.
Il fiume sgorga dal lago Segozero, scorre attraverso i laghi Noruslambi e Lindozero, e sfocia nel Vygozero vicino alla città di Segeža. La sua lunghezza è di 59 km, il bacino idrografico è di 9 140 km². È navigabile nei tratti inferiori.